# Георгиос Камилакис
Георгиос Камилакис (на гръцки: Γεώργιος Καμηλάκης) е гръцки революционер, деец на Гръцката въоръжена пропаганда в Македония от началото на XX век. Георгиос Камилакис е роден в Кастели на остров Крит, тогава в Османската империя. Присъединява се към комитета на гръцката пропаганда в Македония и оглавява чета от 16 души. Заловен е и е обесен от властите на 20 май 1907 година в Битоля.